# Spuž
Spuž är en ort i Montenegro.   Den ligger i kommunen Danilovgrad, i den centrala delen av landet, 10 km nordväst om huvudstaden Podgorica. Spuž ligger 57 meter över havet och antalet invånare är 1 241.
Terrängen runt Spuž är varierad.Runt Spuž är det ganska glesbefolkat, med 48 invånare per kvadratkilometer. Närmaste större samhälle är Podgorica, 9,9 km sydost om Spuž. 